# Abbaye de Chaumousey
L'abbaye de Chaumousey était une abbaye de l'ordre de Saint-Augustin, située à Chaumousey, dans le département des Vosges. Il n'en reste que des ruines.

## Historique
Elle fut fondée en 1090, lorsqu'un prêtre nommé Séhère (Seherus), né vers 1050 et mort en 1128, (originaire d'Épinal ou de Remiremont) établit un oratoire avec l'aide de Thierry, seigneur de Chaumousey et Hadwige, sa femme.
Grâce à ces donateurs qui concédaient à l’œuvre naissante un ample territoire de forêts et de champs, s’éleva bientôt une abbaye dédiée à Notre-Dame et rattachée à la règle de saint Augustin, tout comme l’abbaye contemporaine d’Hérival et celle d’Autrey, postérieures d’un demi-siècle. 
Le 1er octobre 1107, le cardinal Richard (ou Richer), évêque d'Albanie, légat du pape, consacra son église sous le titre du saint Sauveur. C’était un édifice de style rhénan, offrant par ses proportions une étonnante ressemblance avec l’église toute proche Saint-Maurice d’Épinal, son aînée qui s’honore d’avoir été consacrée par le pape lui-même, saint Léon IX. 

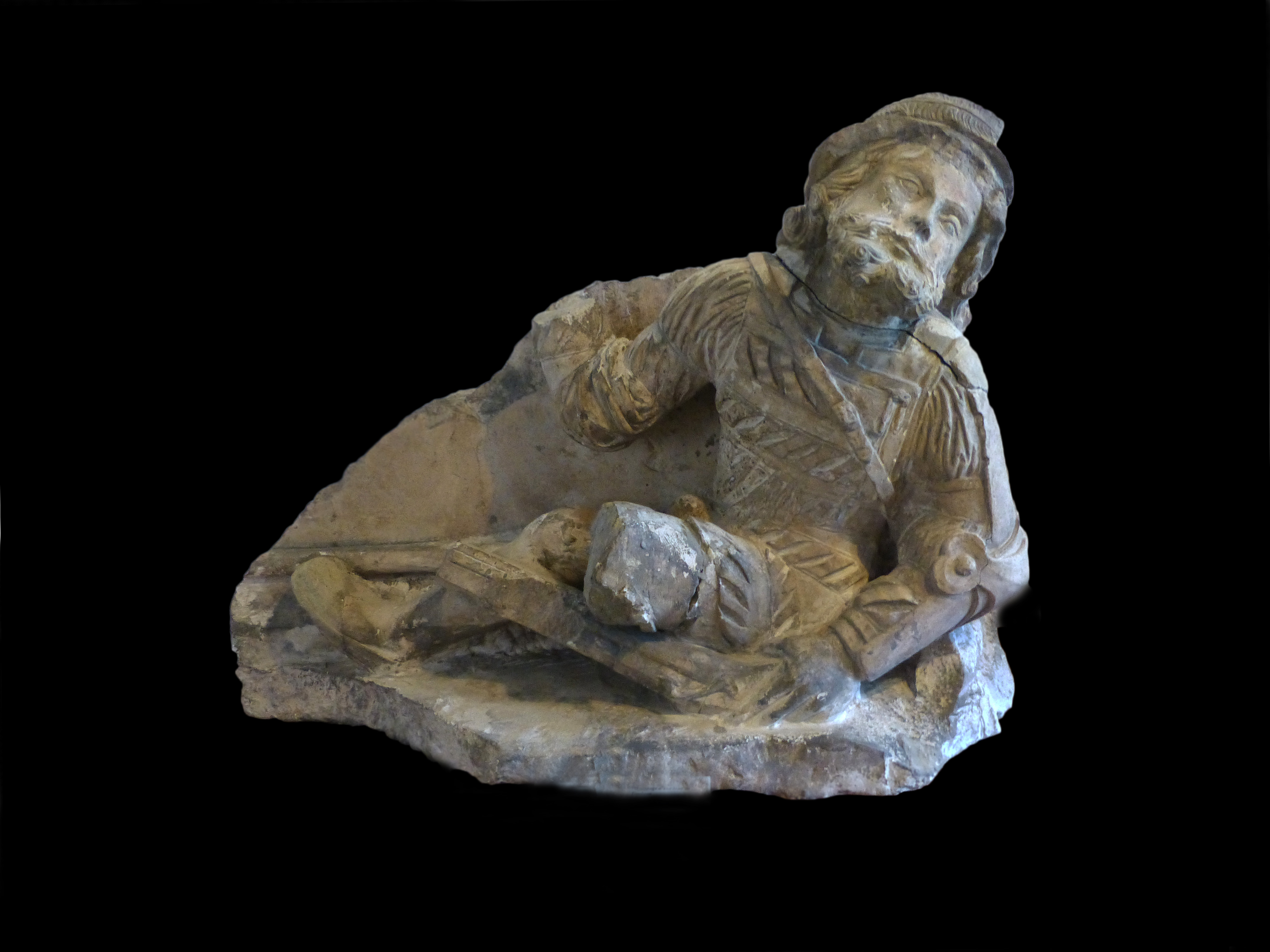
Gardien du tombeau, vers 1525.
Musée départemental d'art ancien et contemporain d'Épinal.

L’abbaye de Chaumousey connut des siècles de gloire et de prospérité au point de se classer parmi les plus puissantes de Lorraine. Ses bâtiments conventuels, agrandis au cours des âges, occupaient tout le versant du ruisseau d'Ambafosse,  affluent de l’Avière naissante. Il n’en subsiste plus aujourd’hui que des ruines éparses, aménagées en ferme sur le bord de l’étang de Bouzey, créé artificiellement au moyen d’une digue, tristement célèbre par la catastrophe du 27 avril 1895. Deux statues, un Christ et une Vierge encastrés dans les murs de deux habitations sont les traces du passé prestigieux de l'abbaye.
C’est à Chaumousey que saint Pierre Fourier fit ses débuts dans la vie religieuse, avant de devenir curé de Mattaincourt. Il y entra en 1585, y célébra sa première messe le 24 juin 1589 et revint de 1595 à 1597 y occuper les fonctions de maître des novices et de pitancier en même temps qu'il administrait la paroisse de Chaumousey. Alors qu'il lança sa réforme des chanoines réguliers de Saint-Augustin en Lorraine à partir de 1623 à l'instigation du Cardinal de Lorraine, l'abbaye de Chaumousey n'entra dans la congrégation de Notre-Sauveur (congrégation des réformés de Pont-à-Mousson) qu'en 1653, ruinée par la guerre de Trente Ans.
L'abbaye connut alors une période de prospérité  (fin XVIIe siècle - début XVIIIe siècle) marquée par des travaux importants, notamment la reconstruction de l'église abbatiale et du logement de l'abbé.

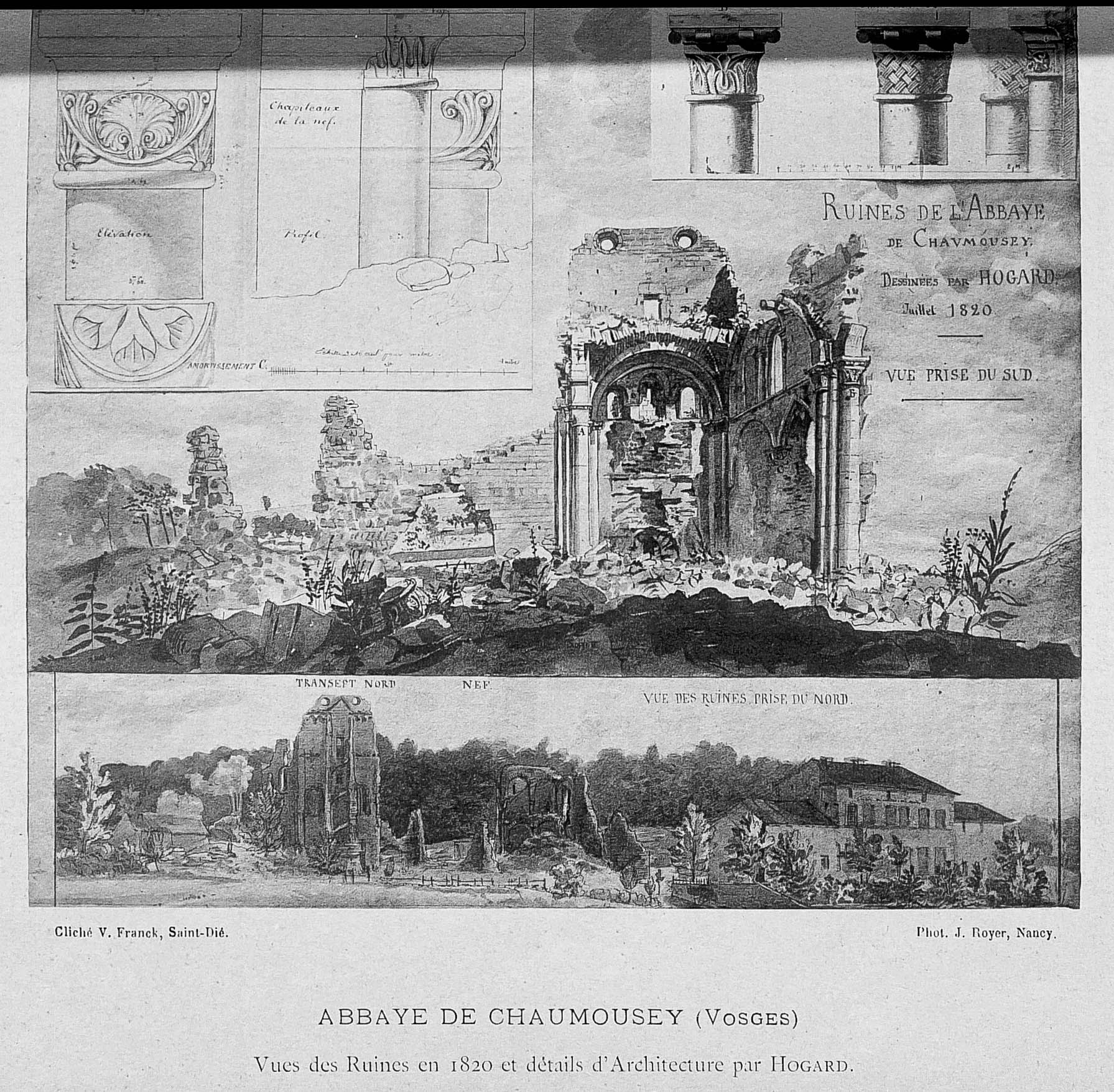
Ruines de l'abbaye en 1820, dessin de Henri Joseph Hogard.

À la Révolution, l’abbaye de Chaumousey, bâtiments et dépendances, fut vendue comme bien national, le 27 prairial an IV (15 juin 1796), au citoyen Jean Hoener, imprimeur du département, pour la somme de 52 008 livres. Ensuite elle fut démolie et ses richesses furent dispersées.

## Description

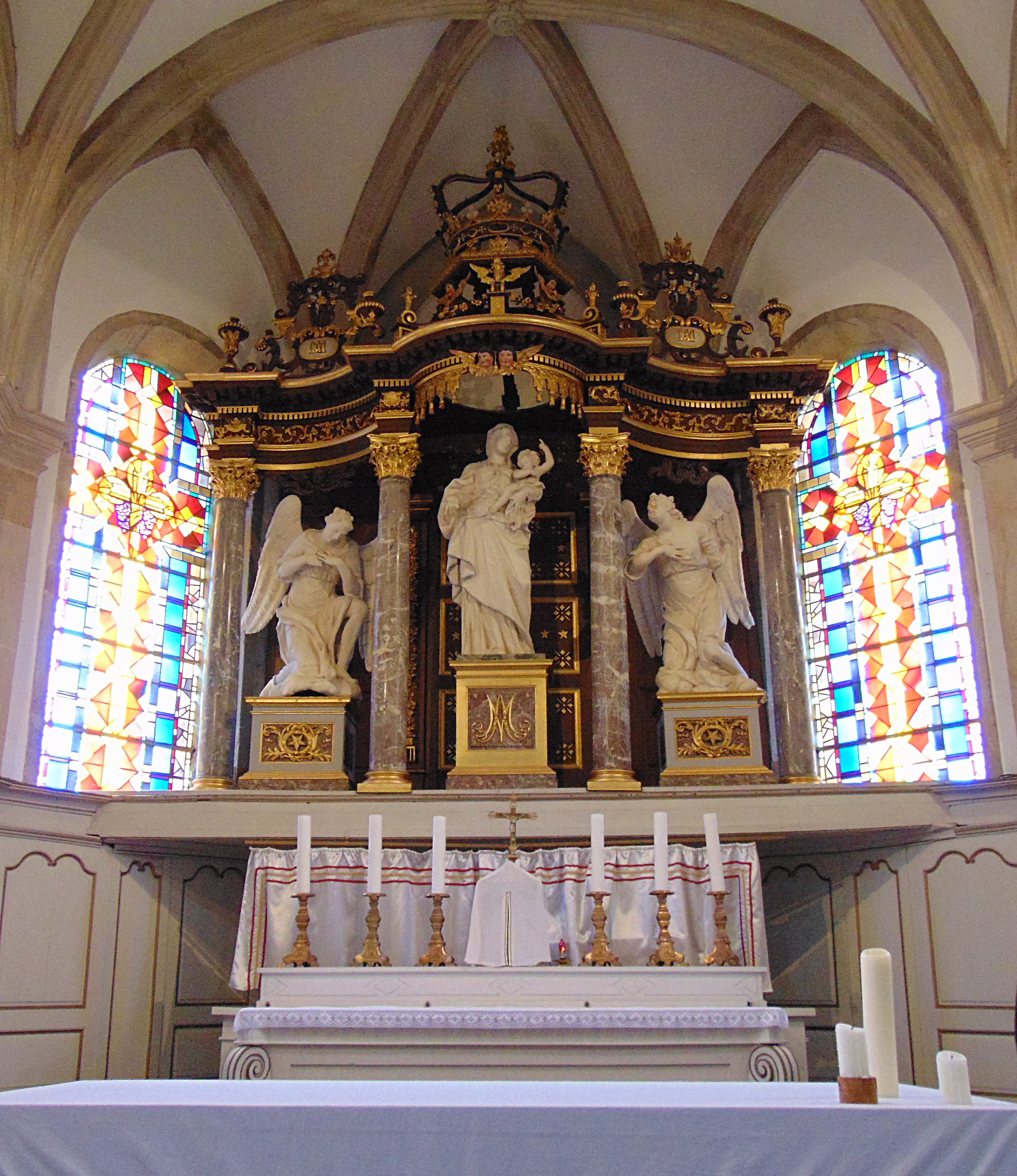
Retable de l'église de Girancourt (originaire de l'abbaye de Chaumousey).

Il ne reste que peu de choses à l'emplacement actuel. En 1995, la commune de Chaumousey entreprit la réalisation de l'assainissement du secteur de l'abbaye. Et les pelleteuses mirent au jour quelques vestiges, car d'après les études, c'est sur le cimetière de l'abbaye que les travaux sont réalisés. La DRAC intervient alors, retirant notamment la pierre tombale d'un père supérieur de l'abbaye, ainsi qu'un sarcophage taillé dans la pierre et renfermant quelques ossements. Si la pierre tombale est actuellement dans un musée, le sarcophage, lui, est toujours dans la commune et devrait être mis en valeur lors de la création de la nouvelle mairie. Pour le reste quelques colonnes de monuments funéraires et c'est tout. Cependant, lorsque l'étang de Bouzey est très bas, il est encore possible de découvrir les lavoirs du jardin.
Une tentative de descritption à partir de plans a été effectuée par Georges Durand. Un plan de 1837 dressé à partir de relevés de 1738 montre une église de 58 m de long sur 20 m de large, avec une nef de cinq travées. La description se poursuit avec l'aide de ruines de 1820.
Concernant les biens mobiliers de l'abbaye, plusieurs ont été vendus et préservés :
- le maître autel est remonté dans le chœur de l'église Saint-Brice de Girancourt. C’est une œuvre monumentale de bois doré, du XVIIIe siècle. Entre les deux colonnes centrales, sous un baldaquin fastueux, une statue de la Vierge à l’Enfant. Élégante, d’une grâce un peu maniérée, elle semble jouer avec l’Enfant, qui s’ébat joyeusement en agitant les bras. Le groupe est accompagné de deux anges adorateurs au geste emphatique. L'ensemble est classé MH depuis le 27 décembre 1907[4] Tout cela, bien dans l’esprit du XVIIIe siècle, constitue dans la série des Madones vosgiennes, un spécimen typique de l'art religieux à la veille de la Révolution.
- une cloche est à l'église Saint-Laurent de Belmont-sur-Buttant
- la chaire est à l'église Saint-Romaric d'Uxegney
- l’ostensoir est à l'église Saint-Maurice de Darnieulles
- etc

## Liste des abbés
(D’après Ruyr, Dom Calmet, la Gallia, le Cartulaire de l’abbaye et la Notice sur Chaumousey)
- 1091 - 8 mai 1128 : Séhère
- 1128, 1137 : Jocelin
- 1140, 1160 : Rory
- 1168 : Viard [5]
- 1170 : Vidric
- 1172, 1180 : Gui
- 1187 : Pierre
- 1189 : Hugue
- 1193, 1197 : Humbert
- 1204 : Gui
- 1224, 1229 : Guillaume
- Hugues[6]
- 1235 : Séhère
- 1243, 1257 : Guillaume II
- 1274 - avant 1281 : Regnault de Darnieulles
- 1284 : Oscelinus
- 1292, 1295 : Demenge
- 1297 : Guillaume III
- 1308, 1313 : Jean, dit de la Porte
- 1317, 1345 : Ponce
- 1354, 1356 : Liébaut
- Election ratifiée 1363, 1378 : Thierri de Dompaire
- 1394, 1406 : Thiébaut de Dompaire
- 1427 : Jean de Buffignécourt
- 1452, 1456 : Jean de la Grant Maison de Parroie
- 1469 : Guillaume de Vaulx
- 1487 - 29 décembre 1505 : Philippe de Craincourt
- 1505 - 4 mai 1520 : Charles de Frainel (ou Fresnel)
- 1520 - 5 mars 1560 : Jean de Frainel
- 1560, 1566 : Claude de Frainel
- N. De Mercy, abbé commendataire
- Nicolas de Louppy, abbé commendataire
- Élu 1569 - 30 août 1586 : Gérard du Hautoy
- Élu 1586 - 3 décembre 1601 : François Pasticier
- 1601 - 12 mars 1654 : François II Pasticier, neveu du précédent
- 1654 - 1680 : Antoine du Bourg
- 1680 - 1er février 1699 : Antoine de Lenoncourt
- Élu 1699 - 26 août 1714 : Jean Le Gagneur
- 1714 - 1er avril 1726 : Nicolas Verlet
- 1726 : Sigisbert Verlet
- 1726 - 16 janvier 1738 : François Huguin, général des chanoines réguliers

Vacance de trois ans.
- 1741 - 1758 : Jean, comte de Krakinski, abbé commendataire
- 1758 - 1765 : Jean-Anaclet de Bassompierre, abbé commendataire
- 1765 - 1790 : Stanislas-Louis de Bassompierre, abbé commendataire

### Sources et bibliographie
- Cédric Andriot, Les Chanoines réguliers de Notre-Sauveur. Moines, curés et professeurs, de Lorraine en Savoie, XVIIe – XVIIIe siècles, Paris, Riveneuve, 2012.
- Le Troubadour, « Notre-Dame de Chaumousey, à Girancourt » in La Croix de Lorraine, no 557, P. Christophe, 20 mars 1955.
- Julien Louis, « La Statuaire médiévale de l'abbaye de Chaumousey », in Annales de la Société d'émulation du département des Vosges, 2002-2003.
- Fondation de l'abbaye de Chaumousey, par Louis Jouve